# Allan Nyom
Allan-Roméo Nyom, född 10 maj 1988 i Neuilly-sur-Seine, Frankrike, är en kamerunsk fotbollsspelare som spelar för Leganés i Segunda División.

## Karriär
Den 17 augusti 2018 lånades Nyom ut till spanska Leganés på ett låneavtal över säsongen 2018/2019. Den 24 juli 2019 värvades Nyom av Getafe. Den 28 januari 2022 blev Nyom klar för en återkomst i Leganés, där han skrev på 1,5-årskontrakt.